# パーペチュアル・バーン
『パーペチュアル・バーン』（Perpetual Burn）は、アメリカ合衆国のギタリスト、ジェイソン・ベッカーが1988年に発表した、ソロ名義では初のスタジオ・アルバム。

## 背景
「テンプル・オヴ・ジ・アブサード」と「イレヴン・ブルー・エジプシャンズ」は、当時ベッカーと共にカコフォニーで活動していたマーティ・フリードマンとの共作で、フリードマンはこれらの曲及び「ドゥエラー・イン・ザ・セラー」でギターも弾いている。また、カコフォニーのデビュー・アルバム『スピード・メタル・シンフォニー』（1987年）に引き続き、アトマ・アナーがドラムスを担当した。「エアー」は、多重録音によりバッハ風の対位法を取り入れた曲である。
本作のレコーディングを機に、ベッカーはセイモア・ダンカンのピックアップを好むようになり、2014年には同社からベッカーのシグネイチャー・ピックアップ「パーペチュアル・バーン」が発売された。

## 評価・影響
音楽評論家のアンディ・ハインズはオールミュージックにおいて5点満点中4点を付け「仲間の名手マーティ・フリードマンとスポットライトを分け合ったカコフォニーでは、ベッカーのスタイルの絶妙さが、ガシャガシャ渦巻くスピードメタルに埋もれてしまう部分もあったが、ベッカーは『パーペチュアル・バーン』において思う存分演奏し、真に才能を発揮した」と評している。また、ギタリストの成毛滋は本作の日本盤CDのライナーノーツにおいて「大学へ入るか入らないか、って年令で対位法をマスターしている、っていうのはタダ事じゃない」と評している。
ネヴァーモア等で活動してきたギタリストのジェフ・ルーミスは、本作について「僕を含む多くの人々が、インストゥルメンタル・レコードの最高傑作の一つと思っている」と語っており、2013年には「パーペチュアル・バーン」のカヴァーの動画を公開した。

## 収録曲
特記なき楽曲はジェイソン・ベッカー作曲。
1. アルティテューズ "Altitudes" – 5:40
2. パーペチュアル・バーン "Perpetual Burn" – 3:30
3. マベルズ・フェイタル・フェイブル "Mabel's Fatal Fable" – 4:52
4. エアー "Air" – 5:39
5. テンプル・オヴ・ジ・アブサード "Temple of the Absurd" (Jason Becker, Marty Friedman) – 4:42
6. イレヴン・ブルー・エジプシャンズ "Eleven Blue Egyptians" (J. Becker, M. Friedman) – 5:44
7. ドゥエラー・イ・ザ・セラー "Dweller in the Cellar" – 6:15
8. オーパス・ポーカス "Opus Pocus" – 5:39

## 参加ミュージシャン
- ジェイソン・ベッカー - ギター、ベース、キーボード
- マーティ・フリードマン - ギター(on #5, #6, #7)
- アトマ・アナー - ドラムス